# Adam Foote
Adam David Vernon Foote (Whitby, Ontario, Kanada, 10. srpnja 1971.) kanadski je profesionalni hokejaš na ledu koji igra na poziciji braniča. Trenutačno je član Colorado Avalanchea, a ujedno je i kapetan momčadi, koji se natječe u NHL-u. U karijeri je postao prepoznatljiv po svojoj fizičkoj izdržljivosti, ali i prema odlučnosti da ostaje u svojoj zoni.

## Klupska karijera
Prve korake u hokeju na ledu ostvaruje u lokalnom lubu Whitby koji se natjecao u Ontario Minor Hockey Association (OMHA). 1989. godine prelazi u klub Sault Ste. Marie Greyhounds koji se natječe u OHL-u. Tu provodi tri sezone upisavši 186 nastupa u regularnom dijelu sezona pri čemu je prikupio 162 boda. U svojoj posljednjoj sezoni sa Soo Greyhoundsima odigrao je i 14 utakmica u doigravanju, prikupivši 17 bodova, te osvojivši s klubom J. Ross Robertson Cup.

### Quebec Nordiques (1991. – 1995.)
Na draftu 1989. godine u 2. krugu kao 22. izbor odabrali su ga Quebec Nordiques. Za Nordiquese potpisuje dvije godine kasnije i odmah biva prebačen u AHL podružnicu Halifax Citadels. Nakon samo šest odigranih utakmica u AHL-u zauzima svoje mjesto u Nordiquesima te započinje svoju profesionalnu karijeru u NHL-u. Kao član Quebec Nordiquesa odigrao je 207 utakmica u regularnom dijelu sezona, te 12 utakmica u dva doigravanja. U klubu je proveo četiri sezone.

### Colorado Avalanche (1995. – 2005., 2008 - danas)
U ljeto 1995. godine Quebec Nordiquesi proglasili su bankrot te franšiza dobiva novog vlasnika koji klub seli u Denver, glavni grad američke savezne države Colorado. Klub dobiva i novo ime Colorado Avalanche. I Adam Foote preselio se s momčadi te u Denveru provodi sljedećih devet sezona. Avalanche je u svojoj premijernoj sezoni u NHL-u veličanstveno zasjao te na kraju sezone 1995./96., odnosno, nakon doigravanja osvojio Stanleyjev kup. Avalanche je u finalu bio uspješniji od Florida Panthersa. Foote je odigrao 73 utakmice u regularnom dijelu te sezone dok je u doigravanju zaigrao u 22 utakmice. Pet godina kasnije još jednom je osvojio Stanleyjev kup s Avalancheom. U finalu 2001. godine bili su uspješniji od New Jersey Devilsa u četiri od sedam utakmica. Osim tog trofeja osvojio je i Presidents' Trophy s obzirom na to da je Avalanche regularni dio sezone završio kao vodeća momčad u ukupnom poretku NHL-a sa 118 bodova. U toj sezoni Foote je upisao 35 nastupa u regularnom dijelu, odnosno 23 nastupa u doigravanju. U sezoni 2004./05., zbog štrajka koji je na godinu dana obustavio djelovanje NHL-a, Foote se odlučio za igračko mirovanje da bi sljedeće sezone napustio klub. Međutim, pred sam kraj sezone 2007./08. vraća se u klub te odigrava dvanaest utakmica, odnosno deset utakmica u doigravanju. 30. lipnja 2008. godine potpisuje dvogodišni ugovor, težak 6 milijuna dolara. U sezoni 2008./09. odigrava samo 42 utakmice zbog ozljede. Pred sezonu 2009./10. Joe Sakic obznanio je da odlazi u mirovinu, a za Avalanche je to ujedno i značilo da ostaje bez kapetana. 11. rujna 2009. godine Foote postaje drugi kapetan u povijesti Avalanchea.

### Columbus Blue Jackets (2005. – 2008.)
2. kolovoza 2005. godine potpisuje trogodišnji ugovor, vrijedan 13,5 milijuna dolara, s Columbus Blue Jacketsima. Odmah je postao zamjenik kapetana momčadi, a u prosincu iste godine postaje i kapetanom momčadi nakon što je dotadašnji kapetan Luke Richardson odlučio da ne želi više vršiti tu dužnost. S Blue Jacketsima je proveo gotovo tri cijele sezone, upisavši 187 nastupa. 28. veljače 2008. godine Foote se vraća u Colorado Avalanche u razmjeni u kojoj Blue Jacketsi dobivaju dva dogovorna izbora na draftu.

## Reprezentacijska karijera
Prve nastupe za reprezentaciju Kanade upisuje 1996. godine na Svjetskom kupu. Kanada biva poražena u finalu od reprezentacije SAD-a. Prve nastupe na Olimpijskim igrama Foote upisuje dvije godine kasnije zaigravši na XVIII. Zimskim olimpijskim igrama održanim u japanskom Naganu. Kanada je natjecanje napustila u polufinalu gdje je poražena od Češke s 2 : 1. Sljedeće nastupe u dresu reprezentacije upisuje na svojim drugim Olimpijskim igrama, odnosno, 2002. godine na XIX. Zimskim olimpijskim igrama održanim u Salt Lake Cityju, u saveznoj državi Utah. Kanada je u finalu uvjerljivo svladala SAD s 5 : 2 te je nakon 50 godina ponovno osvojila zlatnu medalju. Zlatnu generaciju predvodio je legendarni Joe Sakic. Foote je odigrao sve utakmice te upisao jedan pogodak. Nove nastupe bilježi 2004. godine na Svjetskom kupu. Kanada osvaja zlato nakon što je s 3 : 2 svladala Finsku. Foote je na natjecanju upisao tri asistencije, od toga jednu u finalnoj utakmici. Posljednje nastupe za reprezentaciju ostvaruje na XX. Zimskim olimpijskim igrama održanim 2006. godine u talijanskom Torinu. Kanada natjecanje napušta već u četvrtfinalu gdje biva poražena 2 : 0 od Rusije.

## Statistika karijere
Bilješka: OU = odigrane utakmice, G = gol, A = asistencija, Bod = bodovi, KM = kaznene minute

### Klub
| 1987./88.       | Whitby                      | OMHA            | 65   | 25 | 43  | 68  | 108  | —   | — | —  | —  | —   |
| 1988./89.       | Sault Ste. Marie Greyhounds | OHL             | 66   | 7  | 31  | 38  | 120  | —   | — | —  | —  | —   |
| 1989./90.       | Sault Ste. Marie Greyhounds | OHL             | 61   | 12 | 43  | 55  | 199  | —   | — | —  | —  | —   |
| 1990./91.       | Sault Ste. Marie Greyhounds | OHL             | 59   | 18 | 51  | 69  | 93   | 14  | 5 | 12 | 17 | 28  |
| 1991./92.       | Halifax Citadels            | AHL             | 6    | 0  | 1   | 1   | 2    | —   | — | —  | —  | —   |
| 1991./92.       | Quebec Nordiques            | NHL             | 46   | 2  | 5   | 7   | 44   | —   | — | —  | —  | —   |
| 1992./93.       | Quebec Nordiques            | NHL             | 81   | 4  | 12  | 16  | 168  | 6   | 0 | 1  | 1  | 2   |
| 1993./94.       | Quebec Nordiques            | NHL             | 45   | 2  | 6   | 8   | 67   | —   | — | —  | —  | —   |
| 1994./95.       | Quebec Nordiques            | NHL             | 35   | 0  | 7   | 7   | 52   | 6   | 0 | 1  | 1  | 14  |
| 1995./96.       | Colorado Avalanche          | NHL             | 73   | 5  | 11  | 16  | 88   | 22  | 1 | 3  | 4  | 36  |
| 1996./97.       | Colorado Avalanche          | NHL             | 78   | 2  | 19  | 21  | 135  | 17  | 0 | 4  | 4  | 62  |
| 1997./98.       | Colorado Avalanche          | NHL             | 77   | 3  | 14  | 17  | 124  | 7   | 0 | 0  | 0  | 23  |
| 1998./99.       | Colorado Avalanche          | NHL             | 64   | 5  | 16  | 21  | 92   | 19  | 2 | 3  | 5  | 24  |
| 1999./00.       | Colorado Avalanche          | NHL             | 59   | 5  | 13  | 18  | 98   | 16  | 0 | 7  | 7  | 28  |
| 2000./01.       | Colorado Avalanche          | NHL             | 35   | 3  | 12  | 15  | 42   | 23  | 3 | 4  | 7  | 47  |
| 2001./02.       | Colorado Avalanche          | NHL             | 55   | 5  | 22  | 27  | 55   | 21  | 1 | 6  | 7  | 28  |
| 2002./03.       | Colorado Avalanche          | NHL             | 78   | 11 | 20  | 31  | 88   | 6   | 0 | 1  | 1  | 8   |
| 2003./04.       | Colorado Avalanche          | NHL             | 73   | 8  | 22  | 30  | 87   | 11  | 0 | 4  | 4  | 10  |
| 2005./06.       | Columbus Blue Jackets       | NHL             | 65   | 6  | 16  | 22  | 89   | —   | — | —  | —  | —   |
| 2006./07.       | Columbus Blue Jackets       | NHL             | 59   | 3  | 9   | 12  | 71   | —   | — | —  | —  | —   |
| 2007./08.       | Columbus Blue Jackets       | NHL             | 63   | 1  | 14  | 15  | 95   | —   | — | —  | —  | —   |
| 2007./08.       | Colorado Avalanche          | NHL             | 12   | 0  | 1   | 1   | 12   | 10  | 0 | 0  | 0  | 6   |
| 2008./09.       | Colorado Avalanche          | NHL             | 42   | 1  | 6   | 7   | 30   | —   | — | —  | —  | —   |
| Sveukupno - OHL | Sveukupno - OHL             | Sveukupno - OHL | 186  | 37 | 126 | 163 | 412  | 14  | 5 | 12 | 17 | 28  |
| Sveukupno - NHL | Sveukupno - NHL             | Sveukupno - NHL | 1040 | 66 | 225 | 291 | 1437 | 164 | 7 | 34 | 41 | 288 |

### Reprezentacija
| Godina              | Reprezentacija      | Natjecanje          |    | OU | G | A | Bod | KM |
| ------------------- | ------------------- | ------------------- | -- | -- | - | - | --- | -- |
| 1996.               | Kanada              | SK                  | 8  | 1  | 0 | 1 | 16  |    |
| 1998.               | Kanada              | ZOI                 | 6  | 0  | 1 | 1 | 4   |    |
| 2002.               | Kanada              | ZOI                 | 6  | 1  | 0 | 1 | 2   |    |
| 2004.               | Kanada              | SK                  | 6  | 0  | 3 | 3 | 0   |    |
| 2006.               | Kanada              | ZOI                 | 6  | 0  | 1 | 1 | 6   |    |
| Sveukupno - Seniori | Sveukupno - Seniori | Sveukupno - Seniori | 32 | 2  | 5 | 7 | 28  |    |

## Nagrade

### NHL
| Nagrada                  | Godina       |
| ------------------------ | ------------ |
| Stanleyjev kup pobjednik | 1996., 2001. |

## Vanjske poveznice
- Profil na NHL.com
- Profil na The Internet Hockey Database